# ملا گل جان (هیرمند)
ملا گل جان یک منطقهٔ مسکونی در ایران است که در دهستان مارگان واقع شده‌است. ملا گل جان ۱۹۸ نفر جمعیت دارد.